# Pyrgus malvoides
Pyrgus malvoides е вид пеперуда от семейство Hesperiidae. Видът не е застрашен от изчезване.

## Разпространение и местообитание
Разпространен е в Австрия, Андора, Германия, Испания, Италия, Лихтенщайн, Португалия, Словения, Франция и Швейцария.
Обитава пустинни области, склонове, ливади, храсталаци и степи.

## Описание
Популацията на вида е стабилна.